# 1793
1793 (MDCCXCIII) fue un año común comenzado en martes según el calendario gregoriano.

## Acontecimientos
- 2 de enero: tiene lugar el estreno del Réquiem KV 626 de Wolfgang Amadeus Mozart.
- 9 de enero: en la ciudad de Deptford (estado de Nueva Jersey) aterriza el aeronauta francés Jean Pierre Blanchard, que viajó en un globo de hidrógeno desde Filadelfia (estado de Filadelfia) en 46 minutos. Es el primer vuelo en ese país.
- 16 de enero: Bodawpaya, rey de Birmania, derrota a Tailandia y anexa la región de Tanintharyi.[1]
- 17 de enero: en París, en el marco de la Revolución francesa, la Convención decide por 380 contra 310 votos (y 10 abstenciones) la pena de muerte del rey Luis XVI.
- 21 de enero: en París, se realiza públicamente la ejecución de Luis XVI.
- 23 de enero: los gobiernos del Imperio ruso y Prusia (actual Alemania) realizan la segunda partición de Polonia.
- 1 de febrero: Francia declara la guerra a Gran Bretaña y Países Bajos.[2]
- 4 de febrero: Aprobación por la Cámara de Representantes de los Estados Unidos de la Ley de Esclavos Fugitivos.
- 3 de marzo: inicia la Guerra de la Vendée entre los revolucionarios y contrarrevolucionarios.
- 4 de marzo: en Chile se inicia el tercer Parlamento de Negrete entre los mapuches y las autoridades coloniales españolas.
- 7 de marzo: Francia declara la guerra a España por su adhesión al ya ejecutado monarca Luis XVI. Inicia la Guerra del Rosellón
- 6 de abril: en París, en el marco de la Revolución francesa, se crea el Comité de Salvación Pública.
- 15 de mayo: Diego Marín Aguilera realiza un vuelo de "431 varas castellanas" (unos 360 metros) con un aparato volador construido con plumas de aves sobre un armazón de hierro de forja.
- 18 de mayo: en Afganistán, tras la muerte de Timur Shah Durrani, su quinto hijo, Zaman Shah Durrani, se convierte en rey de Afganistán.
- 28 de mayo: en el periódico El Correo de Murcia (España) se publica el primer texto (anónimo) en murciano que se conoce.
- 13 de julio: en París, Charlotte Corday asesina al político Jean-Paul Marat.[2]
- 23 de agosto: José Salas Valdés descubre la pequeña isla Salas y Gómez, a unos 390 km al noreste de la Isla de Pascua.
- 29 de agosto: en la República Francesa se abole la esclavitud.
- Agosto: inicia El Terror durante la Revolución francesa.[2]
- 7 de septiembre: en la ciudad de Washington (capital de Estados Unidos) inicia la construcción del Capitolio.
- 16 de octubre: en París se realiza la ejecución pública de la reina María Antonieta.[2]
- 8 de noviembre: en París se abre al público el Museo del Louvre.
- 8 de noviembre: en París, Claude Chappe inventa el telégrafo óptico.
- 8 de noviembre: William Godwin publica Justicia política.
- 26 de noviembre: en París (Francia), en el marco de la Revolución francesa, la Asamblea Legislativa declara que Dios no existe.[cita requerida]
- Primera misión diplomática británica en la China de la dinastía Qing.
- España firma una alianza con Gran Bretaña.

## Nacimientos
- 3 de enero: Lucretia Mott, activista estadounidense pro derechos humanos (f. 1880).
- 8 de enero: Ludwig Reichenbach, botánico y ornitólogo alemán (f. 1879).
- 27 de febrero: Baldomero Espartero, militar y político liberal español (f. 1879).
- 30 de marzo: Juan Manuel de Rosas, militar y político argentino, jefe de Estado entre 1829 y 1852 (f. 1877).
- 16 de junio: Diego Portales, político chileno (f. 1837).
- 5 de julio: Pavel Ivánovich Pestel, revolucionario e ideólogo ruso (f. 1826).
- 18 de agosto: Augusta de Anhalt-Dessau, princesa alemana (f. 1854).
- 3 de noviembre: Samuel A. Cartwright, médico racista estadounidense, inventor del término «drapetomanía» (f. 1863).
- 31 de diciembre: Manuel Rengifo y Cárdenas, político chileno (f. 1846).

## Fallecimientos
- 21 de enero: Luis XVI de Francia, guillotinado (n. 1754)
- 2 de febrero: William Aiton, botánico inglés (n. 1731)
- 6 de febrero: Carlo Goldoni, dramaturgo italiano (n. 1707)
- 18 de mayo: Timur Shah Durrani, gobernante del Imperio durrani (n. 1748).
- 30 de abril: Miguel de Olivares González, jesuita chileno.
- 13 de julio: Jean-Paul Marat, político francés, asesinado por Charlotte Corday (n. 1743).
- 17 de julio: Charlotte Corday, ciudadana francesa (n. 1768), guillotinada por haber asesinado al político Jean-Paul Marat.
- 16 de octubre: María Antonieta, archiduquesa de Austria y reina de Francia, guillotinada.
- 16 de octubre: John Hunter, cirujano y anatomista británico.
- 3 de noviembre: Olympe de Gouges, escritora y política francesa, guillotinada (n. 1748)
- 6 de noviembre: Felipe Igualdad, primo de Luis XVI de Francia, guillotinado (n. 1747)
- 8 de diciembre: Madame du Barry, cortesana francesa, amante del rey Luis XV, guillotinada (n. 1743).
- Im Yunjidang, filósofa coreana neoconfuciana (n. 1721).